# The Gap Band
The Gap Band fue una banda estadounidense de funk y R&B que adquirió fama durante la década de los setenta y ochenta. Compuesta por los hermanos Charlie, Ronnie y Robert Wilson, se retiraron en 2010.

## Historia

### Primeros años
Inicialmente, la banda trabajó para el álbum Stop All Tha Jazz de Leon Russell en 1974. Pronto, el grupo adoptó el sonido funk que recuerda a un estilo de principios de los setenta. Esto no dio resultado y, sus dos primeros sencillos, Magician's Holiday y The Gap Band, fallaron en su producción.
Posteriormente, el grupo fue presentado al productor de Los Ángeles, Lonnie Simmons, con quien firmaron un contrato con su compañía de producción Total Experience Productions y consiguiendo pues un contrato con el sello discográfico Mercury Records.

### Éxito
En su primer álbum, The Gap Band, encontraron cierto éxito con canciones como I'm in Love y Shake. La última consiguió colarse en las listas de R&B en 1979. Más tarde, en ese mismo año, el grupo lanzó I Don't Believe You Want to Get Up and Dance (Oops!) de su álbum The Gap Band II. Aunque no consiguió entrar en entre las 100 canciones más escuchadas, consiguió un cuarto puesto en las listas de R&B, y el álbum consiguió un disco de oro.
Las canciones y la producción musical de la banda se centraron en el funk con el uso ampliado de los sintetizadores y los monólogos hablados en mitad de las canciones. La canción Steppin' (Out) también alcanzó los diez primeros puestos de las listas de R&B más sonadas. Por su parte, Charlie Wilson colaboró con Stevie Wonder en su éxito de 1980 I Ain't Gonna Stand for it, del álbum Wonder Hotter Than July.
La banda alcanzó nuevamente la fama en 1980 con el lanzamiento de The Gap Band III. La banda adoptó una fórmula de baladas de trompeta tranquilas, como en Yeraning for Your Love, apoyada por sonidos funk en otras canciones, como en Burn Rubber on Me y Humpin'. Se repitió la misma fórmula en el álbum Gap Band IV de 1982, que dio lugar a tres éxitos: Early in the Morning, You Drop a Bomb on me y Outstanding.
En 1983, el álbum Gap Band V consiguió un disco de oro, aunque no fue tan exitoso como los trabajos anteriores, a pesar de haber alcanzando el segundo puesto en las listas de R&B y el 28 en el Billboard 200. En 1985 regresaron con Gap Band VI, pero el álbum vendió menos copias.

### Últimos años
Mientras que el álbum Going in Circles alcanzó el segundo puesto en las listas de R&B y el álbum Gap Band VII alcanzó el puesto 6, éste casi queda fuera del Billboard 200, llegando al puesto 159. No obstante, el grupo alcanzó en Reino Unido su mayor éxito cuando su sencillo de 1987, Big Fun, de Gap Band VIII, alcanzó el cuarto puesto en las listas inglesas.
Straight from the Heart, de 1988, fue su último álbum de estudio con Total Experience. Al año siguiente, firmaron con un nuevo sello, Capitol Records, lanzando su sencillo All of my Love, del álbum Round Trip, siendo su último éxito al alcanzar el primer puesto en las listas de R&B. Poco tiempo más tarde, abandonaron Capitol para, cinco años después, producir nuevo material.
Durante la década de los noventa, la banda lanzó tres álbumes de estudio y dos álbumes en vivo. El único álbum en vivo que se coló en las listas de R&B fue Live & Well, alcanzando el puesto 54 en 1996.

## Legado
En 1992, Charlie se aventuró en una carrera en solitario, consiguiendo éxitos moderados. La banda sirvió para inspirar a nuevos compositores y cantantes de R&B como Guy, Aaron Hall, Keith Sweat y R. Kelly.
El grupo volvió a reunirse en 1996 lanzando The Gap Band: Live and Well, un álbum de grandes éxitos en vivo. El 26 de agosto de 2005, la banda fue honrada como un icono de BMI en el 57 aniversario de los BMI Urban Awards. El honor es dado por aportar una influencia única en varias generaciones relacionadas con la música. De Outstanding se añade que sigue siendo una de las canciones más muestreadas de la historia y ha sido utilizada por más de 150 artistas.
Robert Wilson murió de un ataque al corazón en su casa de Palmdale, California, el 15 de agosto de 2010.